# Список млекопитающих Фиджи
Этот список является списком видов млекопитающих обитающих на территории  Фиджи, здесь насчитывается 15 видов млекопитающих, из которых 1 вид на грани исчезновения, 1 — под угрозой исчезновения, 3 вида являются уязвимыми и нет видов близких к уязвимому положению.
Следующие теги используются для выделения статуса сохранения каждого вида по оценке МСОП:
| EX | Extinct               | Исчезнувший                       |
| EW | Extinct in the wild   | Исчезнувшие в дикой природе       |
| CR | Critically Endangered | Находится под критической угрозой |
| EN | Endangered            | Находится под угрозой             |
| VU | Vulnerable            | Уязвим                            |
| NT | Near Threatened       | Близкий к угрожающему состоянию   |
| LC | Least Concern         | В наименьшей угрозе               |
| DD | Data Deficient        | Сведения недостаточны             |
| NE | Not Evaluated         | Виды с неисследованным статусом   |

Некоторые виды были оценены с использованием более ранних критериев. Виды, оцененные с использованием этой системы, имеют следующие категории вместо угрожаемых и наименее опасных:
| LR/cd | Lower risk/conservation dependent | Виды, которые были в центре внимания программ сохранения и, возможно, перешли в категорию более высокого риска, если эта программа была прекращена. |
| LR/nt | Lower risk/near threatened        | Виды, которые близки к тому, чтобы классифицироваться как уязвимые, но не являются объектом программ сохранения.                                    |
| LR/lc | Lower risk/least concern          | Виды, для которых не существует идентифицируемых рисков.                                                                                            |

## Подкласс:Звери

### Инфракласс:Плацентарные

#### Отряд:Рукокрылые
- Семейство: Крылановые (летающие лисицы, летучие мыши Старого Света)
  - Подсемейство: Pteropodinae
    - Род: Mirimiri
      - Фиджийский птералопекс, Mirimiri acrodonta CR

    - Род: Летучие лисицы
      - Самоанская летучая лисица, Pteropus samoensis NT
      - Тонганская летучая лисица, Pteropus tonganus LC

  - Подсемейство: Macroglossinae
    - Род: Notopteris
      - Длиннохвостый крылан, Notopteris macdonaldi VU
- Семейство: Бульдоговые летучие мыши
  - Род: Малые складчатогубы
    - Chaerephon bregullae EN
- Семейство: Футлярохвостые
  - Род: Афроазиатские мешкокрылы
    - Полинезийский мешкокрыл, Emballonura semicaudata EN

#### Отряд:Китопарнокопытные
- Подотряд: Whippomorpha / Cetancodonta
  - Инфраотряд: Китообразные
    - Парвотряд: Усатые киты
      - Семейство: Полосатиковые
        - Род: Полосатики
          - Северный малый полосатик, Balaenoptera acutorostrata LC[2]
          - Полосатик Идена, Balaenoptera edeni DD
          - Финвал, Balaenoptera physalus EN[3]
          - Южный синий кит, Balaenoptera musculus intermedia CR[4]

        - Род: Горбатые киты
          - Горбатый кит, Megaptera novaeangliae LC

    - Парвотряд: Зубатые киты
      - Семейство: Кашалотовые (кашалоты)
        - Род: Кашалоты
          - Кашалот, Physeter catodon VU

        - Семейство: Карликовые кашалоты
          - Род: Карликовые кашалоты
            - Карликовый кашалот, Kogia breviceps DD

        - Семейство: Клюворыловые
          - Подсемейство: Hyperoodontinae
            - Род: Ремнезубы
              - Тупорылый ремнезуб, Mesoplodon densirostris DD
              - Японский ремнезуб, Mesoplodon ginkgodens DD
              - Ремнезуб Гектора, Mesoplodon hectori DD

        - Семейство: Дельфиновые (морские дельфины)
          - Род: Продельфины
            - Stenella attenuata, Stenella attenuata LC

          - Род: Малайзийские дельфины
            - Малайзийский дельфин, Lagenodelphis hosei LC

          - Род: Карликовые косатки
            - Карликовая косатка, Feresa attenuata DD